# Didymocarpus praeteritus
Didymocarpus praeteritus är en tvåhjärtbladig växtart som beskrevs av Brian Laurence Burtt och Anstruther Davidson. Didymocarpus praeteritus ingår i släktet Didymocarpus och familjen Gesneriaceae. Inga underarter finns listade i Catalogue of Life.